# Mitar Mrkela
Mitar Mrkela (Beograd, 10. jul 1965) bivši je jugoslovenski fudbaler i reprezentativac.

## Karijera
Karijeru je počeo u OFK Beogradu 1981, debitovao je za OFK Beograd sa samo 16 godina i 16 dana (najmlađi fudbaler u Jugoslovenskoj prvoj ligi), a nastavio u Crvenoj zvezdi u koju prelazi 1983. a ostaje do 1990. Za Crvenu zvezdu je ukupno odigrao 327 utakmica i postigao 99 golova. U "crveno-belom" dresu osvojio je i jedine trofeje u karijeri, tri titule prvaka države (1984, 1988, 1990) i Kup Jugoslavije (1985). Nakon jedne odigrane utakmice za Crvenu zvezdu u sezoni 1990/91., potpisuje za holandski Tvente gde ostaje naredne dve godine. Odigrao je 23 utakmice za Bešiktaš u sezoni 1992/93. i postigao 4 gola, pre ponovnog odlaska u Holandiju ali sad u FK Kambur.
Mrkela je takođe i najmlađi debitant u seniorskoj reprezentaciji Jugoslavije jer je debitovao sa samo 17 godina i 130 dana, 17. novembra 1982. na kvalifikacionoj utakmici za Evropsko prvenstvo 1984. protiv Bugarske u Sofiji. Tadašnji selektor Todor Veselinović ga je ubacio u igru u sedamnaestom minutu umesto povređenog Zvonka Živkovića. Međutim, uprkos velikim očekivanjima od njega, Mrkela je pored te utakmice odigrao još samo četiri utakmice za nacionalni tim postigavši samo jedan gol. Od reprezentativnog dresa se oprostio 1991. na meču protiv Belgije (3:1) u Briselu. Učesnik je Olimpijskih igara 1984. u Los Anđelesu gde je sa Jugoslavijom osvojio bronzanu medalju.
Završio je Višu trenersku školu. Bio je na funkciji rukovodioca za sport u gradskoj upravi Beograda, trener juniora OFK Beograda, a od 2005. rukovodilac fudbalske škole Crvene zvezde.
Njegov sin je fudbaler Andrej Mrkela.

## Spoljašnje veze
- Mitar Mrkela на сајту
- Mitar Mrkela na national-football-teams.com